# عائشة المرطة
عائشة المرطة (5 فبراير 1931 - 16 يوليو 1978)، مغنية كويتية.

## عن حياتها
فقدت بصرها وهي في سن السابعة، وعاشت في كنف خالها بعد أن توفي والدها وهي في سنوات عمرها الأولى، وانتسبت إلى فرقة عودة المهنا بالسر وهي في عمر الرابعة عشر حتى لا تثير المشاكل مع أهلها، وعملت بإذاعة الكويت في عام 1970، وغنت عدد من الأغاني الوطنية، وكانت تغني عددا من الفنون الخليجية الشعبية مثل السامري والدوسري والحوطي والنجازي. تزوجت من «راشد جمعة بوفتين» في عام 1948، ورزقت منه ب (عادل ووفاء) سنة 1954
وتوقفت عن الغناء وعادت مجدداً بعد ذلك.

## وفاتها
توفيت في 16 يوليو 1978 وقد أمر سمو الشيخ سعد العبد الله ولي العهد آنذاك بأن يكون هذا اليوم حدادا وطنيا ينكس فيه العلم وتعطل فيه جميع الوزارات والدوائر الحكومية والمدارس وذلك تقديرا لمسيرة الراحلة وتخليدها لوطنها الكويت من خلال الأغاني الوطنية المشرفة وإحيائها لأنواع الفولكلور الخليجي بشكل عام وقد قامت جمعية الفنون الشعبية الكويتية بإقامة عزاء تأبيني لمدة ثلاثة أيّام.

## أهم الأغاني
أبشيري يا عين
أنا يا خلي ما قصرت
يا حسين
الله أقوى يا نصيبي
خماري
يا عين يا اللي
ودعتك الله
منسيه
نشتري من شرانا
البارحه يا سعود